# WFDC11
WFDC11 (англ. WAP four-disulfide core domain 11) – білок, який кодується однойменним геном, розташованим у людей на довгому плечі 20-ї хромосоми. Довжина поліпептидного ланцюга білка становить 87 амінокислот, а молекулярна маса — 10 340.
| 10         |  | 20         |  | 30         |  | 40         |  | 50         |
| ---------- |  | ---------- |  | ---------- |  | ---------- |  | ---------- |
| MVSLMKLWIP |  | MLMTFFCTVL |  | LSVLGEMRKK |  | RYDRKELLLE |  | ECWGKPNVKE |
| CTNKCSKAFR |  | CKDKNYTCCW |  | TYCGNICWIN |  | VETSGDY    |  |            |

A: Аланін

C: Цистеїн

D: Аспарагінова кислота

E: Глутамінова кислота

F: Фенілаланін

G: Гліцин

I: Ізолейцин

K: Лізин

L: Лейцин

M: Метіонін

N: Аспарагін

P: Пролін

R: Аргінін

S: Серин

T: Треонін

V: Валін

W: Триптофан

Секретований назовні.